# Renan dos Santos Paixao
Renan dos Santos Paixao (født 28. juli 1996) er en brasiliansk fodboldspiller, som spiller for den japanske fodboldklub Renofa Yamaguchi FC.